# Love-de-Lic
Love-de-Lic, Inc. (ラブデリック, Rabuderikku) foi uma companhia japonesa que produzia jogos eletrônicos. Ela foi fundada por Kenichi Nishi em 1995. Sua equipe incluía ex-funcionários da Squaresoft. Depois de produzir três jogos, um adventure com elementos de rpg, um puzzle-adventure, e um adventure-simulation, a companhia dispersou-se em 2000, indo em caminhos separados a outras companhias pequenas e independentes de videogamecomo skip Ltd., Vanpool, e Punchline.
O nome "Love-de-Lic" deriva do amor de Nishi pela Yellow Magic Orchestra, especificamente o álbum Technodelic.

## Jogos
- Moon: Remix RPG Adventure - (1997, PlayStation)
- UFO: A Day in the Life - (1999, PlayStation)
- Lack of Love - (2000, Dreamcast)

## Equipe
- Kenichi Nishi
- Taro Kudou
- Akira Ueda
- Yoshiro Kimura
- Keita Eto
- Kazuyuki Kurashima
- Hirofumi Taniguchi
- Ryuichi Sakamoto[2]
- Hiroshi Suzuki